# Simply the Best
Albums de Tina Turner
Foreign Affair
(1989) What's Love Got to Do with It
(1993)
Singles
1. Nutbush City Limits (90's Version)
Sortie : 14 octobre 1991
2. Way of the World
Sortie : novembre 1991
3. Love Thing
Sortie : 1992
4. I Want You Near Me
Sortie : 1992
5. (Simply) The Best
Sortie : 1992 (Australie)

Simply the Best est la première compilation de Tina Turner, parue le 22 octobre 1991 sur le label Capitol Records.

## Historique
Simply the Best comprend les titres les plus populaires de Tina Turner depuis son retour au début des années 1980. Il comprend également trois chansons inédites : Love Thing, I Want You Near Me et Way of the World, classées respectivement 29e, 22e et 13e du UK Singles Chart en 1992. L'album contient également une version réenregistrée dance du classique Nutbush City Limits écrit par Turner elle-même. Ces quatre titres sont sortis en singles en 1991 et 1992. 
Cet album est le plus grand succès de Tina Turner au Royaume-Uni où il est l'une des meilleures ventes de tous les temps avec plus de 2,1 millions de copies. Au Royaume-Uni, il a été certifié 8 fois disque de platine et est resté dans les charts plus de 140 semaines. L'album s'est vendu à plus de 7 millions d'exemplaires dans le monde.
La compilation est sortie aux États-Unis avec des pistes différentes où les chansons Addicted to Love et Be Tender With Me Baby sont remplacées par What You Get Is What You See et Look Me in the Heart. En Australie, une édition limitée contient un disque bonus de cinq titres.
Le visuel de l'album est lui réalisé par Herb Ritts. 
Tout comme le clip Way of the World, réalisé par Herb Ritts, clip vidéo qui reçoit le Prix Goldene Kamera.

## Liste des titres

### Version originale
| 1.    | The Best (7" edit)                            | Mike Chapman, Holly Knight                 | 4:10 |
| 2.    | What's Love Got to Do with It                 | Terry Britten, Graham Lyle                 | 3:50 |
| 3.    | I Can't Stand the Rain                        | Don Bryant, Bernard Miller, Ann Peebles    | 3:44 |
| 4.    | I Don't Wanna Lose You                        | Albert Hammond, Graham Lyle                | 4:18 |
| 5.    | Nutbush City Limits (The 90s Version)         | Tina Turner                                | 3:44 |
| 6.    | Let's Stay Together (7" edit)                 | Al Green, Al Jackson, Jr., Willie Mitchell | 3:39 |
| 7.    | Private Dancer (7" edit)                      | Mark Knopfler                              | 4:01 |
| 8.    | We Don't Need Another Hero (7" edit)          | Terry Britten, Graham Lyle                 | 4:14 |
| 9.    | Better Be Good to Me (7" edit)                | Mike Chapman, Nicky Chinn, Holly Knight    | 3:40 |
| 10.   | River Deep, Mountain High (Ike & Tina Turner) | Jeff Barry, Ellie Greenwich, Phil Spector  | 3:37 |
| 11.   | Steamy Windows                                | Tony Joe White                             | 4:02 |
| 12.   | Typical Male                                  | Terry Britten, Graham Lyle                 | 4:14 |
| 13.   | It Takes Two (avec Rod Stewart)               | Sylvia Moy, William Stevenson              | 4:13 |
| 14.   | Addicted to Love (Live in London, 1986)       | Robert Palmer                              | 5:10 |
| 15.   | Be Tender with Me Baby                        | Albert Hammond, Holly Knight               | 4:17 |
| 16.   | I Want You Near Me                            | Terry Britten, Graham Lyle                 | 3:53 |
| 17.   | Way of the World                              | Albert Hammond, Graham Lyle                | 4:19 |
| 18.   | Love Thing                                    | Albert Hammond, Holly Knight               | 4:28 |
| 73:33 |                                               |                                            |      |

### Version américaine
| 1.    | The Best (7" edit)                            | Mike Chapman, Holly Knight                 | 4:10 |
| 2.    | Better Be Good to Me (7" edit)                | Mike Chapman, Nicky Chinn, Holly Knight    | 3:40 |
| 3.    | I Can't Stand the Rain                        | Don Bryant, Bernard Miller, Ann Peebles    | 3:44 |
| 4.    | What's Love Got to Do with It                 | Terry Britten, Graham Lyle                 | 3:50 |
| 5.    | I Don't Wanna Lose You                        | Albert Hammond, Graham Lyle                | 4:18 |
| 6.    | Nutbush City Limits (The 90s Version)         | Tina Turner                                | 3:44 |
| 7.    | What You Get Is What You See                  | Terry Britten, Graham Lyle                 | 4:28 |
| 8.    | Let's Stay Together (7" edit)                 | Al Green, Al Jackson, Jr., Willie Mitchell | 3:39 |
| 9.    | River Deep, Mountain High (Ike & Tina Turner) | Jeff Barry, Ellie Greenwich, Phil Spector  | 3:37 |
| 10.   | Steamy Windows                                | Tony Joe White                             | 4:02 |
| 11.   | Typical Male                                  | Terry Britten, Graham Lyle                 | 4:14 |
| 12.   | We Don't Need Another Hero (7" edit)          | Terry Britten, Graham Lyle                 | 4:14 |
| 13.   | Private Dancer (7" edit)                      | Mark Knopfler                              | 4:01 |
| 14.   | Look Me in the Heart                          | Tom Kelly, Billy Steinberg                 | 3:41 |
| 15.   | It Takes Two (avec Rod Stewart)               | Sylvia Moy, William Stevenson              | 4:13 |
| 16.   | I Want You Near Me                            | Terry Britten, Graham Lyle                 | 3:53 |
| 17.   | Way of the World                              | Albert Hammond, Graham Lyle                | 4:19 |
| 18.   | Love Thing                                    | Albert Hammond, Holly Knight               | 4:28 |
| 72:15 |                                               |                                            |      |

### Version australienne
| 1.    | The Best (7" edit)                                            | Mike Chapman, Holly Knight                 | 4:10 |
| 2.    | Better Be Good to Me (7" edit)                                | Mike Chapman, Nicky Chinn, Holly Knight    | 3:40 |
| 3.    | I Can't Stand the Rain                                        | Don Bryant, Bernard Miller, Ann Peebles    | 3:44 |
| 4.    | What's Love Got to Do with It                                 | Terry Britten, Graham Lyle                 | 3:50 |
| 5.    | I Don't Wanna Lose You                                        | Albert Hammond, Graham Lyle                | 4:18 |
| 6.    | Nutbush City Limits (The 90s Version)                         | Tina Turner                                | 3:44 |
| 7.    | What You Get Is What You See                                  | Terry Britten, Graham Lyle                 | 4:28 |
| 8.    | Let's Stay Together (7" edit)                                 | Al Green, Al Jackson, Jr., Willie Mitchell | 3:39 |
| 9.    | Addicted to Love (Live in London, 1986 (version alternative)) | Robert Palmer                              | 5:10 |
| 10.   | River Deep, Mountain High (Ike & Tina Turner)                 | Jeff Barry, Ellie Greenwich, Phil Spector  | 3:37 |
| 11.   | Steamy Windows                                                | Tony Joe White                             | 4:02 |
| 12.   | Typical Male                                                  | Terry Britten, Graham Lyle                 | 4:14 |
| 13.   | We Don't Need Another Hero (7" edit)                          | Terry Britten, Graham Lyle                 | 4:14 |
| 14.   | Private Dancer (7" edit)                                      | Mark Knopfler                              | 4:01 |
| 15.   | Look Me in the Heart                                          | Tom Kelly, Billy Steinberg                 | 3:41 |
| 16.   | It Takes Two (avec Rod Stewart)                               | Sylvia Moy, William Stevenson              | 4:13 |
| 17.   | I Want You Near Me                                            | Terry Britten, Graham Lyle                 | 3:53 |
| 18.   | Way of the World                                              | Albert Hammond, Graham Lyle                | 4:19 |
| 19.   | Love Thing                                                    | Albert Hammond, Holly Knight               | 4:28 |
| 77:20 |                                                               |                                            |      |

| Édition limitée (disque bonus) | Édition limitée (disque bonus)              | Édition limitée (disque bonus)          | Édition limitée (disque bonus) | Édition limitée (disque bonus) | Édition limitée (disque bonus) | Édition limitée (disque bonus) | Édition limitée (disque bonus) | Édition limitée (disque bonus) | Édition limitée (disque bonus) |
| No                             | Titre                                       | Auteur                                  | Durée                          |                                |                                |                                |                                |                                |                                |
| ------------------------------ | ------------------------------------------- | --------------------------------------- | ------------------------------ | ------------------------------ | ------------------------------ | ------------------------------ | ------------------------------ | ------------------------------ | ------------------------------ |
| 1.                             | The Best (avec Jimmy Barnes)                | Mike Chapman, Holly Knight              | 4:10                           |                                |                                |                                |                                |                                |                                |
| 2.                             | I'm a Lady                                  | Terry Britten, Graham Lyle              | 3:24                           |                                |                                |                                |                                |                                |                                |
| 3.                             | I Can't Stand the Rain (Extended 12" remix) | Don Bryant, Bernard Miller, Ann Peebles | 3:44                           |                                |                                |                                |                                |                                |                                |
| 4.                             | Be Tender with Me Baby                      | Albert Hammond, Holly Knight            | 4:17                           |                                |                                |                                |                                |                                |                                |
| 5.                             | Show Some Respect                           | Terry Britten, Sue Shifrin              | 3:17                           |                                |                                |                                |                                |                                |                                |
| 20:52                          |                                             |                                         |                                |                                |                                |                                |                                |                                |                                |

## Ventes, certifications et classements
| Pays                              | Certification     | Ventes     | Meilleur classement hebdomadaire (année) |
| --------------------------------- | ----------------- | ---------- | ---------------------------------------- |
| Allemagne (BVMI)                  | 3 x Or            | 750 000    | 4e (1991)                                |
| Argentine (CAPIF)                 | Platine           | 60 000     |                                          |
| Australie (ARIA)                  | 3 x Platine       | 210 000    | 12e (1991)                               |
| Autriche (IFPI Autriche)          | 2 x Platine       | 100 000    | 8e (1991)                                |
| Belgique (BEA)                    | 2 x Platine       | 100 000    | 23e (1996)                               |
| Canada (Music Canada)             | Or                | 50 000     | 40e (1991)                               |
| Danemark                          |                   |            | 3e (2000)                                |
| Espagne (Promusicae)              | Platine           | 100 000    | 11e (1991)                               |
| États-Unis (RIAA)                 | Platine           | 1 733 000  | 113e (1991, Billboard 200)               |
| États-Unis (RIAA)                 | Platine           | 1 733 000  | 99e (1991, Top R&B/Hip-Hop Albums)       |
| Finlande (Musiikkituottajat (en)) | Platine           | 58 539     | 5e (1991)                                |
| France (SNEP)                     | Or                | 139 900    | 16e (1996)                               |
| Hongrie                           |                   |            | 6e (1991)                                |
| Italie                            |                   |            | 5e (1991)                                |
| Norvège (IFPI Norvège)            | 2 x Platine       | 100 000    | 6e (1991)                                |
| Nouvelle-Zélande (RMNZ)           | Platine           | 15 000     | 1er (1991)                               |
| Pays-Bas                          |                   |            | 3e (1991)                                |
| Pologne (ZPAV)                    | Or                | 50 000     |                                          |
| Royaume-Uni (BPI)                 | 8 x Platine       | 2 170 000  | 2e (1991)                                |
| Suède (GLF)                       | Platine           | 100 000    | 5e (1991)                                |
| Suisse (IFPI Suisse)              | 2 x Platine       | 100 000    | 3e (1991)                                |
| Union européenne                  |                   |            | 4e (1991)                                |
| Estimations monde                 | Estimations monde | 10 000 000 |                                          |